# Kirjakjärv
Kirjakjärv är en insjö i nordöstra Estland. Den ligger i Alutaguse kommun i landskapet Ida-Virumaa, 160 km öster om huvudstaden Tallinn. Kirjakjärv är 0,138 kvadratkilometer och är belägen 42 meter över havet. Den avvattnas av Mustajõgi som mynnar i Narvafloden. 
I omgivningarna runt Kirjaka Järved växer i huvudsak blandskog. Kirjakjärv är beläget i ett område med många sjöar som ibland benämns Kirjaka järved (Kirjakasjöarna) och ibland Kurtna järvestik De närmaste sjöarna är Jaala järv och Peen-Kirjakjärv, båda genom små vattendrag förbundna med Kirjakjärv. 